# Oberndorf bei Schwanenstadt
Oberndorf bei Schwanenstadt là một đô thị thuộc huyện Vöcklabruck thuộc bang Oberösterreich, Áo. Đô thị Oberndorf bei Schwanenstadt có diện tích 6 km², dân số thời điểm năm 2006 là 1410 người.